# Offendorf (Mindelstetten)
Offendorf ist ein Kirchdorf und Gemeindeteil der Gemeinde Mindelstetten im oberbayerischen Landkreis Eichstätt. Die ehemalige Gemeinde Offendorf wurde 1939 aufgelöst.

## Geschichte
Während Oberoffendorf und Mitteroffendorf (heute Stockau) eine Gemeinde bildeten (zweites Gemeindeedikt von 1818), war Schloss Offendorf in (Unter-)Offendorf Sitz einer adeligen Hofmark. Die Gemeinde Offendorf, damals bestehend aus den Kirchdörfern Ober- und Unteroffendorf sowie den Weilern Stockau und Weiher, gehörte ab der Trennung von Justiz und Verwaltung am 1. Juli 1862 zum Landgericht Riedenburg (ab 1. Oktober 1879: Amtsgericht Riedenburg) und zum Bezirksamt Hemau in der Oberpfalz. Mit der Auflösung des Bezirksamtes Hemau kam die Gemeinde am 1. Januar 1880 verwaltungsmäßig zum Bezirksamt Beilngries und wechselte 1908 zu dem damals neu eingerichteten Bezirksamt Riedenburg. Im Jahr 1939 wurde die Gemeinde Offendorf in die Gemeinde Hüttenhausen eingegliedert. Am 1. Mai 1978 wurde Hüttenhausen und damit auch Offendorf mit seinen ehemaligen Ortsteilen nach Mindelstetten eingemeindet.

## Gebäude
Die ehemals romanische katholische Expositurkirche St. Maria wurde bis auf den erhaltenen Turm über polygonalem Grundriss 1960 neu erbaut. Schloss Offendorf wurde 1612 auf Resten eines älteren Schlosses errichtet.